# Tony Akoak
Tony Akoak (Inuktitut ᑐᓂ ᐊᑯᐊᒃ; * 1957 oder 1958) ist ein kanadischer Politiker im Territorium Nunavut, der seit 2021 Sprecher der Legislativversammlung von Nunavut ist.

## Leben
Tony Akoak absolvierte seine Ausbildung in Yellowknife und arbeitete als Beobachter und Kommunikator in einer Community Aerodrome Radio Station (CARS) und später als Manager in Führungspositionen bei Arctic Co-operatives Limited, ein Genossenschaftsverband, der Ressourcen koordiniert, die Kaufkraft konsolidiert und den gemeindebasierten Genossenschaften operative und technische Unterstützung bietet, damit diese ihren lokalen Mitgliedseigentümern ein breites Spektrum an Dienstleistungen anbieten können. Danach war er als Beamter bei der Behörde für Rechtsdienst von Nunavut beschäftigt.
Bei der Wahl am 28. Oktober 2013 wurde Akoak im neu geschaffenen Wahlkreis „Gjoa Haven“ erstmals zum Mitglied der Legislativversammlung von Nunavut gewählt und gehört dieser nach seinen Wiederwahlen am 30. Oktober 2017 und am 25. Oktober 2021 seither an. Während der 4. und 5. Legislaturperiode war er zwischen 2013 und 2021 stellvertretender Vorsitzender des Hauptausschusses. Auf der Tagung des Nunavut Leadership Forum am 17. November 2021 wurde er zum Sprecher der gesetzgebenden Versammlung ernannt und übernahm den Vorsitz als Nachfolger von Paul Quassa bei der konstituierenden Sitzung der sechsten Legislaturperiode der Legislativversammlung am 19. November 2021.
Aus seiner Ehe mit Annie Akoak gingen zwei Kinder hervor.

## Weblink
- The Honourable Tony Akoak. Legislativversammlung von Nunavut (englisch).